# L'Étoile au front
L'Étoile au front est un drame de Raymond Roussel en trois actes de cinq, six et cinq scènes, créé au Théâtre du Vaudeville le 5 mai 1924 et publié à compte d'auteur aux éditions Alphonse Lemerre en 1925.

## Personnages
- Trézel, 55 ans, collectionneur
- Claude, 30 ans
- Joussac, 50 ans, antiquaire
- Gaston, 20 ans
- Çahoud, 25 ans, indien
- Lissandreau, 40 ans
- Geneviève, 20 ans
- Madame Joussac, 45 ans
- Meljah, 25 ans, métisse
- Élise, 30 ans
- Zéoug et Leidjé, 16 ans, jumelles indiennes

L'action se déroule au début du XXe siècle, les deux premiers actes à Marly, le 3e acte à Paris.

## Création
Le drame de Raymond Roussel est créé au Théâtre du Vaudeville le 5 mai 1924 pour seulement trois représentations, en matinées, jusqu'au 7 mai. Accueillie par un public décontenancé, pourtant réuni « sur invitations », L'Étoile au front provoque des protestations furieuses. Robert Desnos se distingue en répondant à un spectateur qui l'interpellait « Hardi, la claque ! » : « Nous sommes la claque et vous êtes la joue ! »
La critique littéraire se fait l'écho d'un scandale qui dure tout le mois de mai, où l'auteur est traité de fou et où les acteurs sont interpellés, pris à partie et sommés de se défendre publiquement.
Les deuxième et troisième actes sont publiés du 12 au 22 mai, dans le journal Comœdia puis, toujours à compte d'auteur, aux éditions Alphonse Lemerre en 1925.

### Éditions modernes
- Raymond Roussel, L'Étoile au front, Paris, Jean-Jacques Pauvert, 1963, 230 p.
- Raymond Roussel, Œuvres théâtrales, Paris, Jean-Jacques Pauvert, 2013, 854 p., sous la direction d'Annie Le Brun et de Patrick Besnier

### Analyse et critique
- François Caradec, Raymond Roussel, Paris, Fayard, 1997, 456 p. (ISBN 978-2-213-59815-4)
- Michel Foucault, Raymond Roussel, Paris, Gallimard, coll. « Le Chemin », 1963, 210 p.
- Philippe G. Kerbellec, Comment lire Raymond Roussel : Cryptanalyse, Paris, Jean-Jacques Pauvert, 1988, 264 p. (ISBN 978-2-876-97035-9)
- Raymond Roussel, Comment j'ai écrit certains de mes livres, Paris, Gallimard, coll. « L'Imaginaire », 1995 (ISBN 978-2-070-74120-5)